# Missiriac
Missiriac [misiʁjak] est une commune française, située dans le département du Morbihan en région Bretagne.

## Géographie

### Situation
Missiriac se situe dans l'est du département du Morbihan. Le bourg de Missiriac se trouve à 4 km au nord-est de Malestroit, à 11 km au sud de Ploërmel et à 35 km au nord-est de Vannes.
|              | Caro          |                        |
| Saint-Marcel | Missiriac     | Ruffiac                |
| Malestroit   | Saint-Congard | Saint-Laurent-sur-Oust |

| - Carte de la commune de Missiriac et des communes voisines. |

### Relief
La commune s'étend sur 1 347 hectares. L'altitude de la commune est comprise entre 9 m (vallée de l'Oust) et 96 m. Le bourg est à une altitude voisine de 80 m.
| - Carte topographique de la commune de Missiriac. |

### Hydrographie
Pour un article plus général, voir Réseau hydrographique du Morbihan.
La commune est située dans le bassin Loire-Bretagne. Elle est drainée par le canal de Nantes à Brest, l'Oust, les Arches et divers autres petits cours d'eau,.
Le canal de Nantes à Brest est un canal, chenal et un estuaire et un cours d'eau naturel navigable sur une grande partie de son cours, d'une longueur de 364 km, prend sa source dans la commune de Nort-sur-Erdre et se jette  dans la Loire à Nantes. 
L'Oust, d'une longueur de 145 km, prend sa source dans la commune de La Harmoye et se jette  dans la Vilaine à Rieux, après avoir traversé 46 communes. 
Les Arches, d'une longueur de 14 km, prend sa source dans la commune de Augan et se jette  dans l'Oust à Saint-Congard, après avoir traversé six communes. 

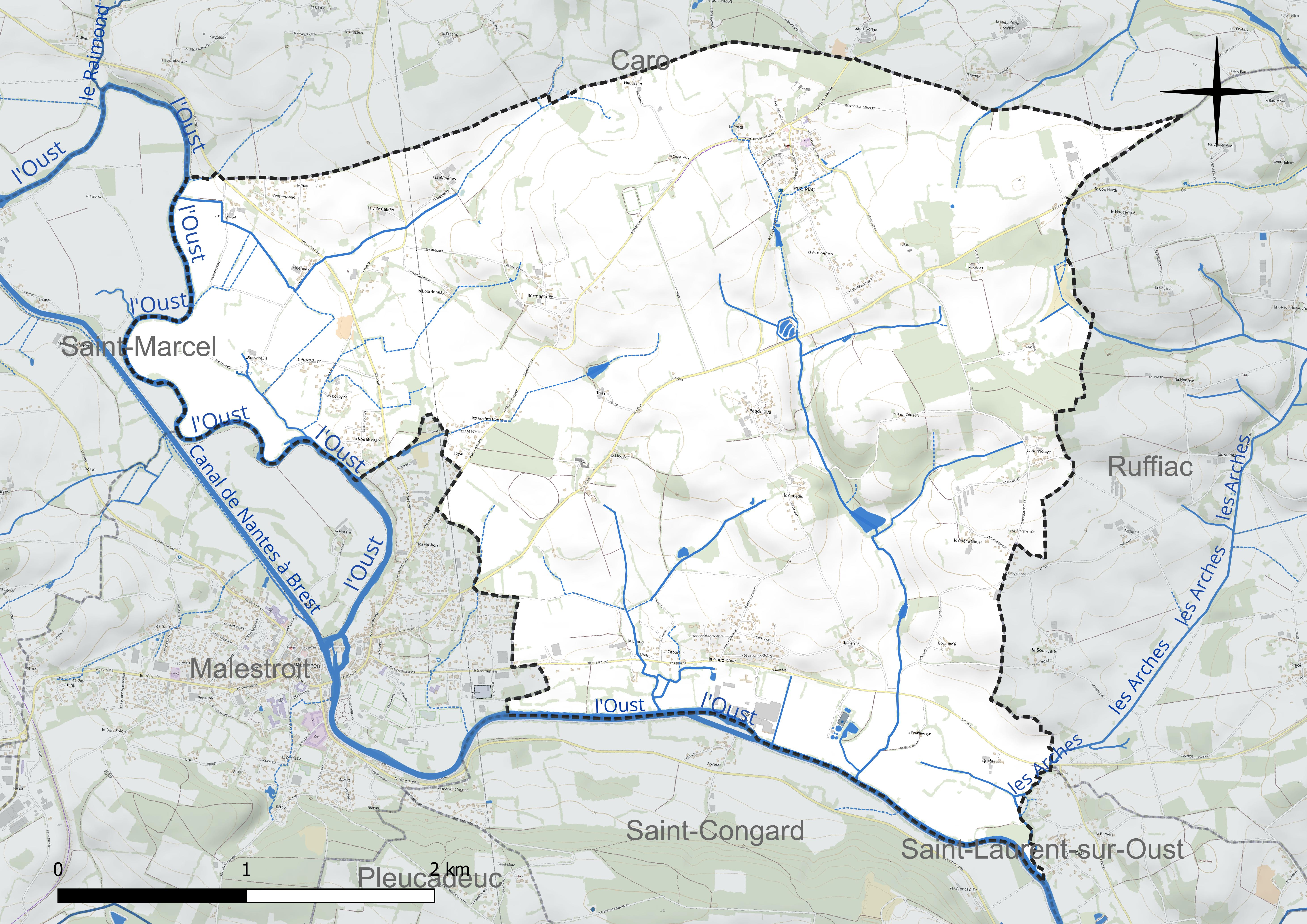
Réseau hydrographique de Missiriac.

### Climat
Pour des articles plus généraux, voir Climat de la Bretagne et Climat du Morbihan.
En 2010, le climat de la commune est de type climat océanique franc, selon une étude du CNRS s'appuyant sur une série de données couvrant la période 1971-2000. En 2020, Météo-France publie une typologie des climats de la France métropolitaine dans laquelle la commune est exposée à un climat océanique et est dans la région climatique  Bretagne orientale et méridionale, Pays nantais, Vendée, caractérisée par une faible pluviométrie en été et une bonne insolation. Parallèlement l'observatoire de l'environnement en Bretagne publie en 2020 un zonage climatique de la région Bretagne, s'appuyant sur des données de Météo-France de 2009. La commune est, selon ce zonage, dans la zone « Intérieur Est  », avec des hivers frais, des étés chauds et des pluies modérées.  
Pour la période 1971-2000, la température annuelle moyenne est de 11,5 °C, avec une amplitude thermique annuelle de 12,6 °C. Le cumul annuel moyen de précipitations est de 820 mm, avec 12,9 jours de précipitations en janvier et 6,4 jours en juillet. Pour la période 1991-2020, la température moyenne annuelle observée sur la station météorologique la plus proche, située sur la commune de Pleucadeuc à 9 km à vol d'oiseau, est de 11,9 °C et le cumul annuel moyen de précipitations est de 907,2 mm,. Pour l'avenir, les paramètres climatiques de la commune estimés pour 2050 selon différents scénarios d’émission de gaz à effet de serre sont consultables sur un site dédié publié par Météo-France en novembre 2022.

## Urbanisme

### Typologie
Au 1er janvier 2024, Missiriac est catégorisée commune rurale à habitat dispersé, selon la nouvelle grille communale de densité à sept niveaux définie par l'Insee en 2022.
Elle appartient à l'unité urbaine de Malestroit, une agglomération intra-départementale regroupant trois  communes, dont elle est une commune de la banlieue,,. Par ailleurs la commune fait partie de l'aire d'attraction de Malestroit, dont elle est une commune de la couronne,. Cette aire, qui regroupe 3 communes, est catégorisée dans les aires de moins de 50 000 habitants,.

### Occupation des sols
L'occupation des sols de la commune, telle qu'elle ressort de la base de données européenne d’occupation biophysique des sols Corine Land Cover (CLC), est marquée par l'importance des territoires agricoles (86 % en 2018), une proportion sensiblement équivalente à celle de 1990 (86,7 %). La répartition détaillée en 2018 est la suivante : 
terres arables (60,2 %), prairies (16,1 %), zones agricoles hétérogènes (9,6 %), forêts (7,7 %), zones urbanisées (6,1 %), zones industrielles ou commerciales et réseaux de communication (0,2 %). L'évolution de l’occupation des sols de la commune et de ses infrastructures peut être observée sur les différentes représentations cartographiques du territoire : la carte de Cassini (XVIIIe siècle), la carte d'état-major (1820-1866) et les cartes ou photos aériennes de l'IGN pour la période actuelle (1950 à aujourd'hui).

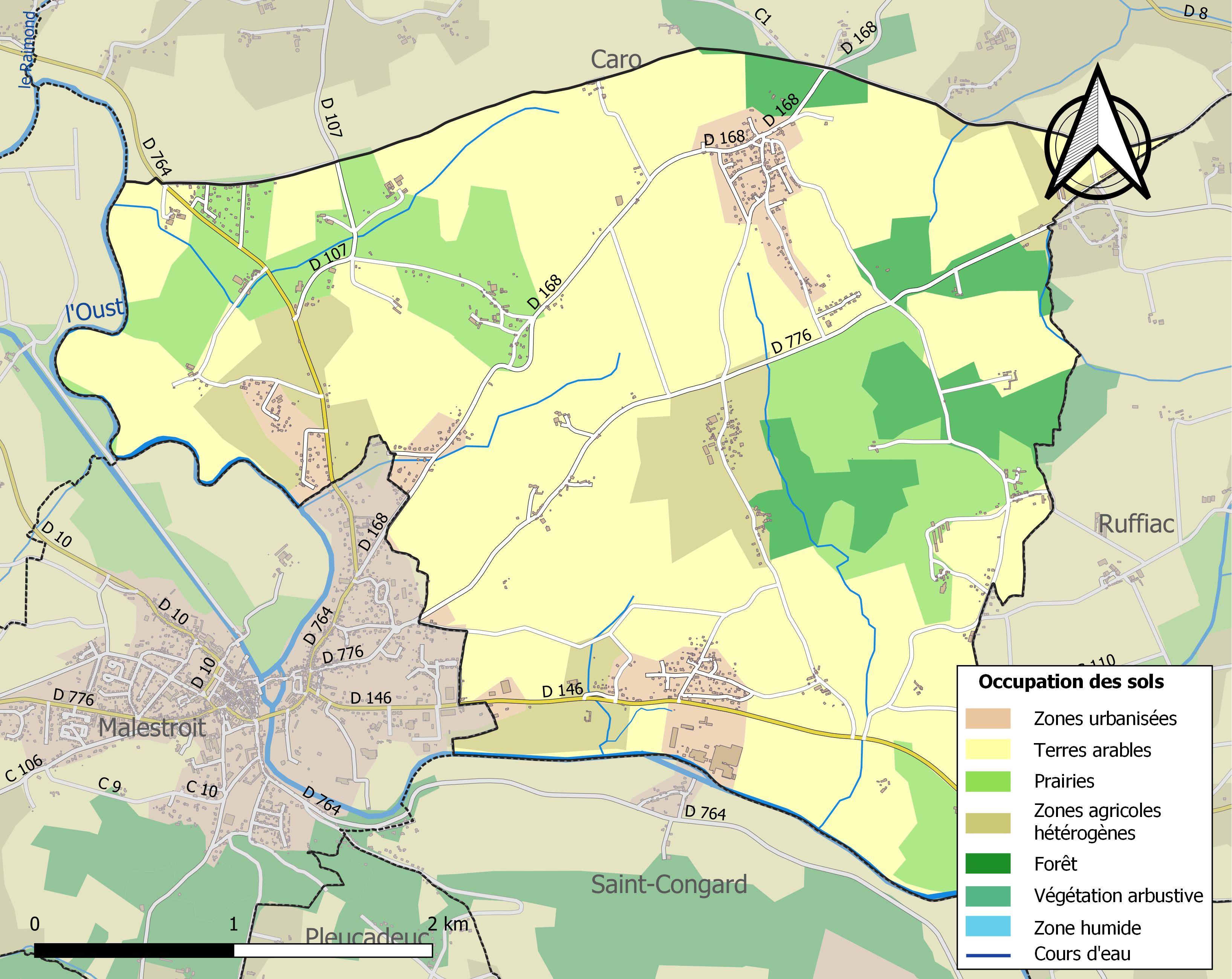
Carte des infrastructures et de l'occupation des sols de la commune en 2018 (CLC).

## Toponymie
Les formes anciennes attestées sont : Miceriac (1030), Miciriacum (1130), Miceriac (1387), Misseriac (1432), Miseriac (1446), Missiriac (1453), Missiriat (1516).
La commune possède un nom en gallo, Misserya. La forme bretonne proposée par l'Office public de la langue bretonne est Megerieg.

## Histoire

### Antiquité

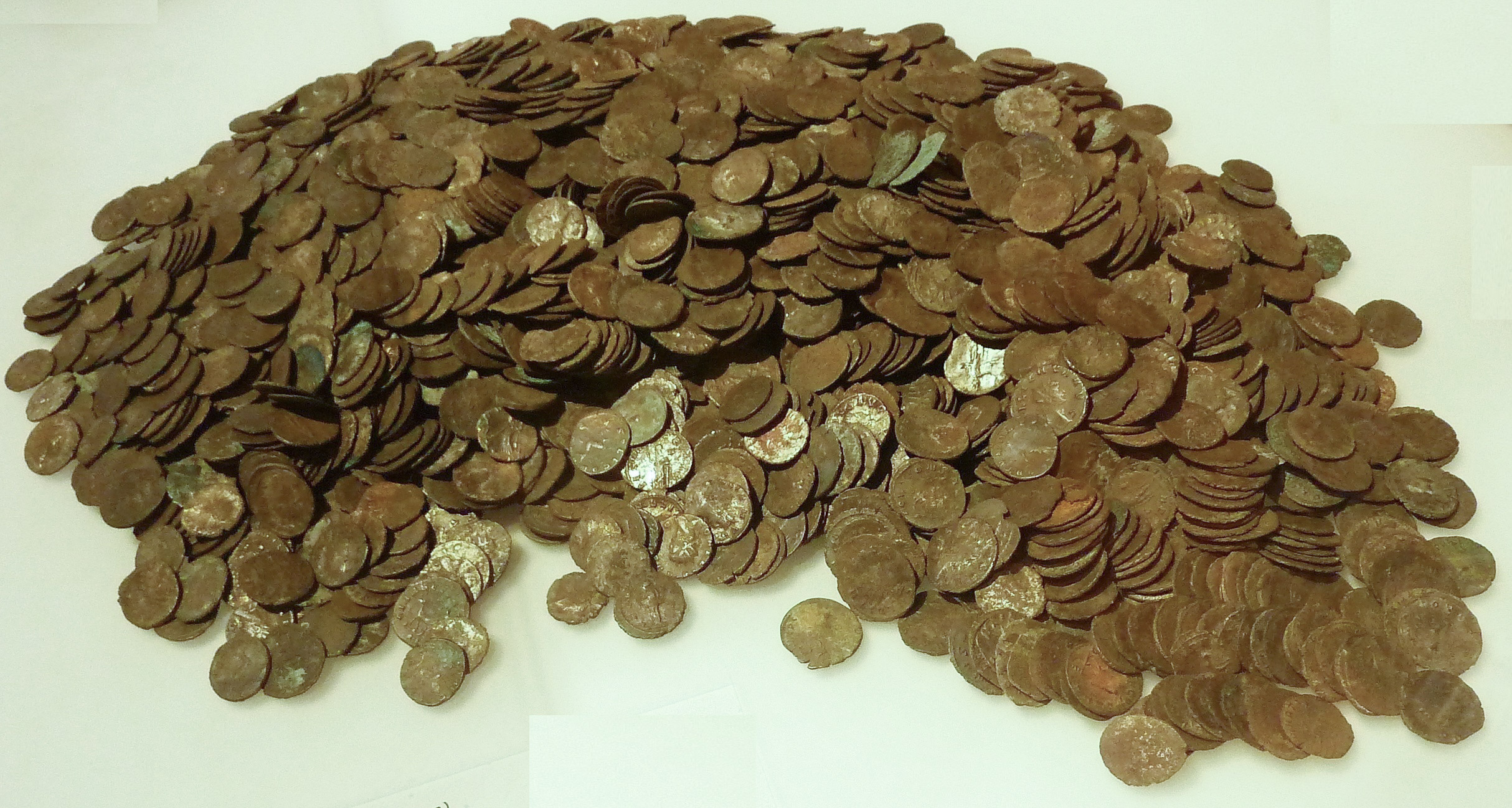
Missiriac : le trésor de Bermagouët (pièces enfouies à la fin du IIIe siècle, Musée de préhistoire de Carnac)
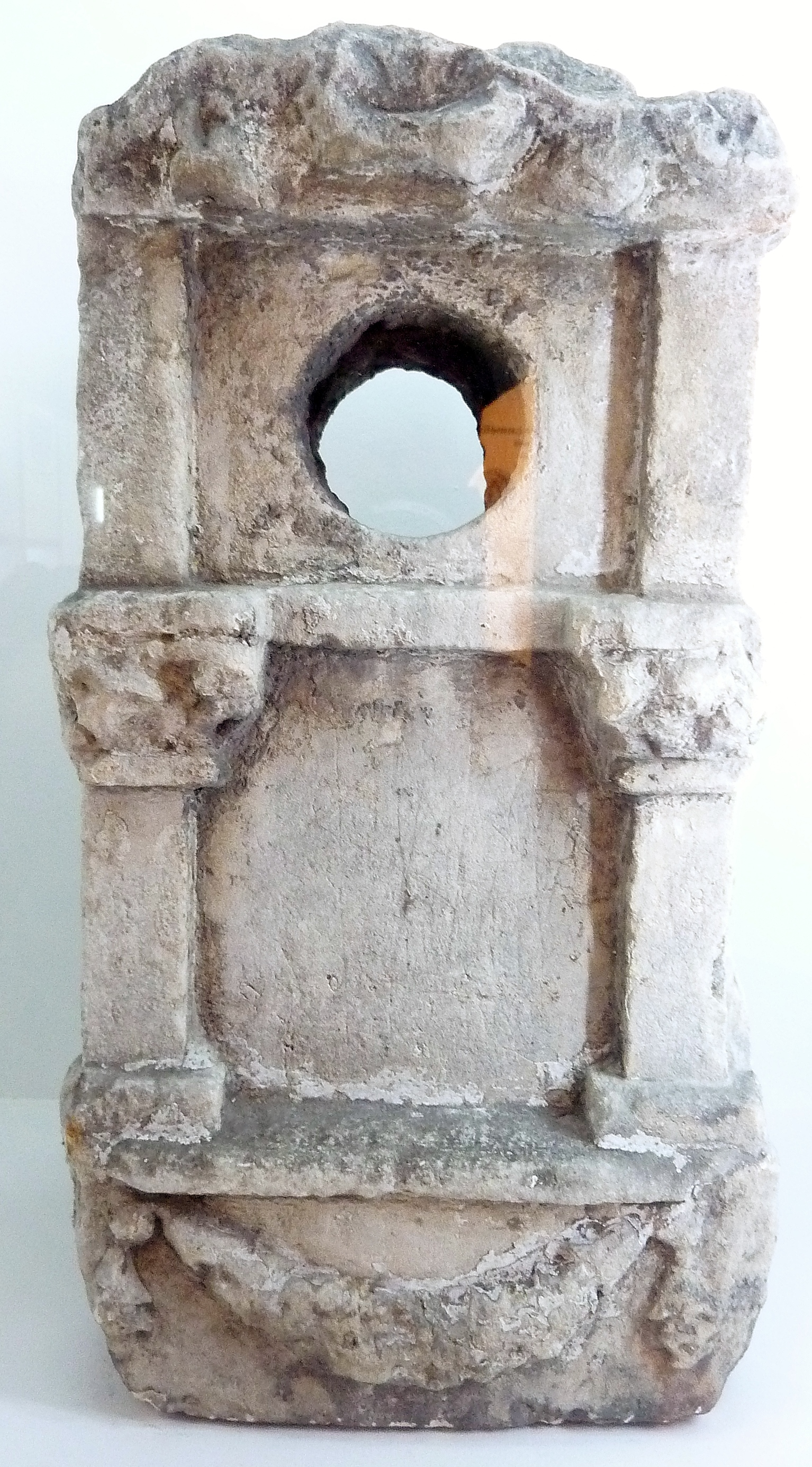
Base de colonne de la villa de Bermagouët (Musée d'histoire et d'archéologie de Vannes)

### LeXVIIIesiècle
Jean-Baptiste Ogée écrit au sujet de Missiriac à la fin du XVIIIe siècle : C'est une trève de Malestroit qui ressortit à Ploërmel et compte 650 communiants. Il s'y exerce une moyenne justice qui ressortit à la baronnie de Malestroit. Le territoire renferme des terres fertiles et très exactement cultivées.

### LeXIXesiècle
En 1863 un décret distrait la commune de Missiriac du canton de Rochefort-en-Terre pour l'incorporer au canton de Malestroit.
En décembre 1873, 165 habitants des communes de Crédin, Plescop, La Gacilly et Missiriac « supplient l'Assemblée nationale de proclamer Henri V, roi de France.

## Politique et administration
| Période                                  | Période     | Identité         | Étiquette | Qualité |
| ---------------------------------------- | ----------- | ---------------- | --------- | ------- |
| 2001                                     | 2008        | Pierre Chotard   |           |         |
| 2008                                     | 23 mai 2020 | Jean-Yves Laly   |           |         |
| 23 mai 2020                              | En cours    | Christelle Marcy |           |         |
| Les données manquantes sont à compléter. |             |                  |           |         |

## Démographie
L'évolution du nombre d'habitants est connue à travers les recensements de la population effectués dans la commune depuis 1793. Pour les communes de moins de 10 000 habitants, une enquête de recensement portant sur toute la population est réalisée tous les cinq ans, les populations de référence des années intermédiaires étant quant à elles estimées par interpolation ou extrapolation. Pour la commune, le premier recensement exhaustif entrant dans le cadre du nouveau dispositif a été réalisé en 2006.

En 2022, la commune comptait 1 192 habitants, en évolution de +4,56 % par rapport à 2016 (Morbihan : +3,82 %, France hors Mayotte : +2,11 %).
| 1793 | 1800 | 1806 | 1821 | 1831 | 1836 | 1841 | 1846 | 1851 |
| ---- | ---- | ---- | ---- | ---- | ---- | ---- | ---- | ---- |
| 692  | 729  | 633  | 647  | 647  | 677  | 654  | 661  | 668  |

| 1856 | 1861 | 1866 | 1872 | 1876 | 1881 | 1886 | 1891 | 1896 |
| ---- | ---- | ---- | ---- | ---- | ---- | ---- | ---- | ---- |
| 637  | 660  | 677  | 625  | 667  | 653  | 657  | 682  | 676  |

| 1901 | 1906 | 1911 | 1921 | 1926 | 1931 | 1936 | 1946 | 1954 |
| ---- | ---- | ---- | ---- | ---- | ---- | ---- | ---- | ---- |
| 703  | 747  | 745  | 707  | 666  | 671  | 672  | 693  | 666  |

| 1962 | 1968 | 1975 | 1982 | 1990 | 1999 | 2006  | 2011  | 2016  |
| ---- | ---- | ---- | ---- | ---- | ---- | ----- | ----- | ----- |
| 628  | 664  | 789  | 880  | 920  | 914  | 1 050 | 1 076 | 1 140 |

| 2021  | 2022  | - | - | - | - | - | - | - |
| ----- | ----- | - | - | - | - | - | - | - |
| 1 180 | 1 192 | - | - | - | - | - | - | - |

## Culture et patrimoine

### Lieux et monuments

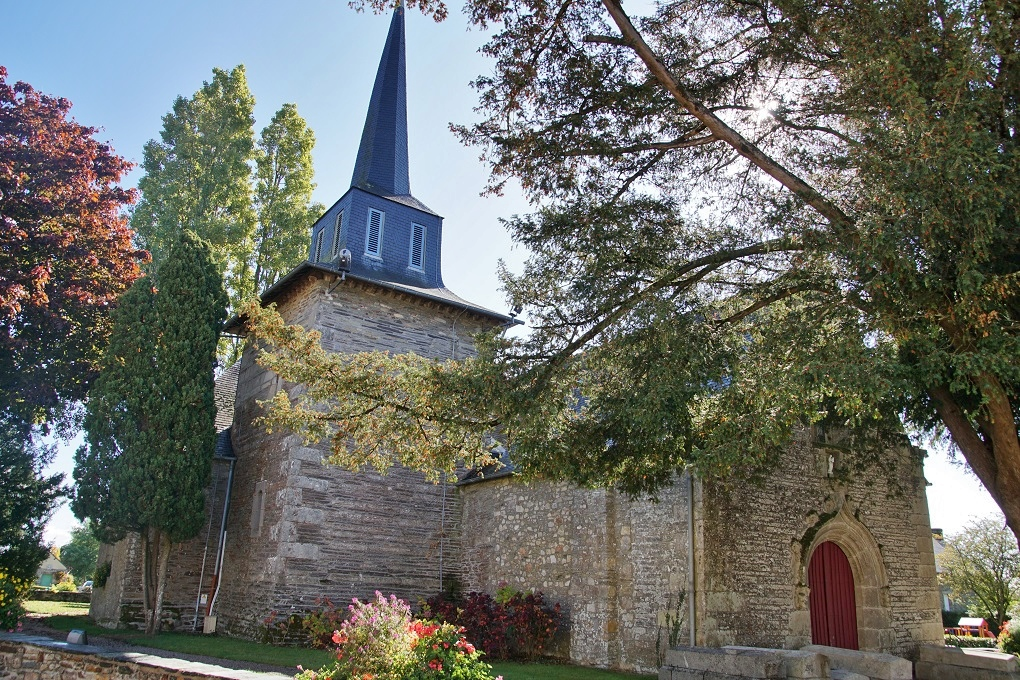
L'église Notre-Dame de Missiriac.

- Église paroissiale Notre-Dame ( Site classé (1970)) ;
- Manoir du Guen date du XVIIIe siècle, il inscrit à l'inventaire général du patrimoine culturel[28] ;
- Château de la Morlaye date des XVIIIe et XIXe siècles, il est inscrit à l'inventaire général du patrimoine culturel[29].

## Personnalités liées à la commune
- Jacques Bonsergent (1912-1940), résistant, est né à Missiriac.